# Буда (Дубровский район)
Буда — деревня в Дубровском районе Брянской области, в составе Рябчинского сельского поселения. Расположена в 4 км к югу от села Рябчи. Население — 11 человек (2010).

## История
Упоминается с XVIII века как слобода, бывшее владение Голицыных, Безобразовых; позднее Хитрово, Степановых и др. Входила в приход села Рябчичи (с 1822).
С 1861 по 1924 — в составе Салынской волости Брянского (с 1921 — Бежицкого) уезда; позднее в Дубровской волости, Дубровском районе (с 1929). С 1920-х гг. являлась центром Будского сельсовета, позднее входила в Рябчинский сельсовет.
4 июля 1942 года за связь жителей с партизанами деревня была полностью сожжена, а жители расстреляны фашистскими оккупантами (погибло 105 человек).